# 真野村 (滋賀県)
真野村（まのむら）は、滋賀県滋賀郡にあった村。現在の大津市の中部、おおむね真野各町にあたる。

## 地理
- 湖沼：琵琶湖
- 河川：真野川

## 歴史
- 1889年（明治22年）4月1日 - 町村制の施行により、家田村・大野村・谷口村・真野村・普門村・佐川村の区域をもって発足。
- 1955年（昭和30年）4月1日 - 仰木村・堅田町・伊香立村・葛川村と合併し、改めて堅田町が発足。同日真野村廃止。

## 交通

### 鉄道路線
- 江若鉄道
  - 江若鉄道線
    - 真野駅

現在は旧村域を湖西線が通過するが、駅は所在しない。真野駅の後継となった小野駅は隣接する旧・和邇村域に所在。

### 道路
- 国道161号